# Kellita Smith
- Kellita Smith (Chicago, 11 de julho de 1969) é uma atriz e modelo estadunidense. Seu principal trabalho é como Tenente Roberta Warren no seriado Z Nation. Seu último trabalho foi na série Z Nation  de 2014.

Smith nasceu em Chicago, Illinois. Em 1972, ela se mudou para Oakland, California para viver com a mãe, após o divórcio dos pais. Em 1989, ela trabalhou de vendedora e assistente administrativa, mas logo após começou a atuar.

## Filmografia
| Ano         | Título                   | Personagem       | Comentários                                |
| 2014–2018   | Z Nation                 | Warren           |                                            |
| 2008        | Three Can Play That Game | Carla            |                                            |
| 2007        | Feel the Noise           | Tanya            |                                            |
| 2005        | Ritmo Alucinante         | Vivian           |                                            |
| 2005        | Um Milionário em Apuros  | Renee King       |                                            |
| 2005        | Atração Explosiva        | Cheryl           |                                            |
| 2004        | Hair Show                | Angela           |                                            |
| 2001 - 2006 | The Bernie Mac Show      | Wanda McCullough | Série de TV                                |
| 2001        | Nash Bridges             | Regina Adams     | Série de TV. Somente um episódio: Kill Joy |
| 2001        | Kingdom Come             | Bernice Talbert  |                                            |
| 2000        | Masquerade               | Monica           | Série de TV                                |
| 2000        | Reitiring Tatiana        | CeCe             |                                            |
| 1999        | Q: The Movie             | Mo Mo            |                                            |
| 1997 - 1999 | The Jamie Foxx Show      | Cherise          | Série de TV                                |
| 1995        | Sister, Sister           | Tanya            |                                            |
| 1994        | House Party 3            | Maxine           |                                            |
| 1993        | Living Single            | Susan            |                                            |

## Prêmios e indicações
- NAACP Image Awards
  - 2003: Atriz Coadjuvante em uma Série de Comédia (Indicada) - The Bernie Mac Show
  - 2004: Atriz Coadjuvante em uma Série de Comédia (Indicada) - The Bernie Mac Show
  - 2005: Atriz Coadjuvante em uma Série de Comédia (Indicada) - The Bernie Mac Show
  - 2006: Atriz Coadjuvante em uma Série de Comédia (Indicada) - The Bernie Mac Show

- BET Comedy Awards
  - 2004: Atriz Coadjuvante em uma Série de Comédia (Indicada) - The Bernie Mac Show
  - 2005: Atriz Coadjuvante em uma Série de Comédia (Indicada) - The Bernie Mac Show